# 歌圩
壮族歌圩是壮族人民举行的节日性聚会型唱歌活动，壮族自古有好歌的习俗，歌圩在壮语中的意思是“野外水边和坡地上的集市”，源于氏族部落时代的祭祀活动。主要有节日性歌圩、临场性歌圩与竞赛性歌圩之分。有的歌圩则兼有节日性、纪念性和祭祀性三者。从季节与习俗上看，农历三月三的歌圩是各种形式歌圩中最隆重的一次。

## 称呼
歌圩在标准壮语中被称为“hawfwen”，在壮族聚居区各地的名称都不同。例如在龙州一带被称为“fawhlwenx”或“noengzdoengh”，来宾一带称之为“faengzhaw”，大新一带称之为“gaeujngiemh”或“noengzdoengh”，马山一带称之为“habhaw”，德保、靖西、那坡一带称之为“hanghsei”，环江、宜山一带称之为“hawbij”。

## 历史
歌圩源于氏族部落时代的祭祀性歌舞活动，但进入社会发展后期，这种祭祀性活动逐渐演变成以民众间的交流为主，并且多着重于歌唱活动而淡化“舞”的色彩，久而久之便形成了群体性的歌圩活动。据记载，早在宋朝歌圩便已流行起来。南宋周去非的《岭外代答》中记有：壮人“迭相歌和，含情凄婉，皆临机自撰，不肯蹈袭，其间乃有绝佳者。”这段文字描述了青年男女相聚在一起的歌圩场景。明朝后歌圩有了进一步发展，并定期地于固定地点举行。

## 活动传统
歌圩一般出现在较大的壮族聚居区，以三四月间为最盛，其中农历三月初三是壮族的传统歌节。秋季举办的歌圩多为八九月中秋时进行。歌圩活动一般持续三五天，地点有固定的圩场、坡地等，也有不固定的场所如空地、山坡上等。
歌圩的基本内容包括固定的祭祀仪式、青年男女们进行交往所需要的倚歌择配对唱、赛歌赏歌、抛绣球、抢花炮和师公戏、采茶、壮剧等。